# 콩국수

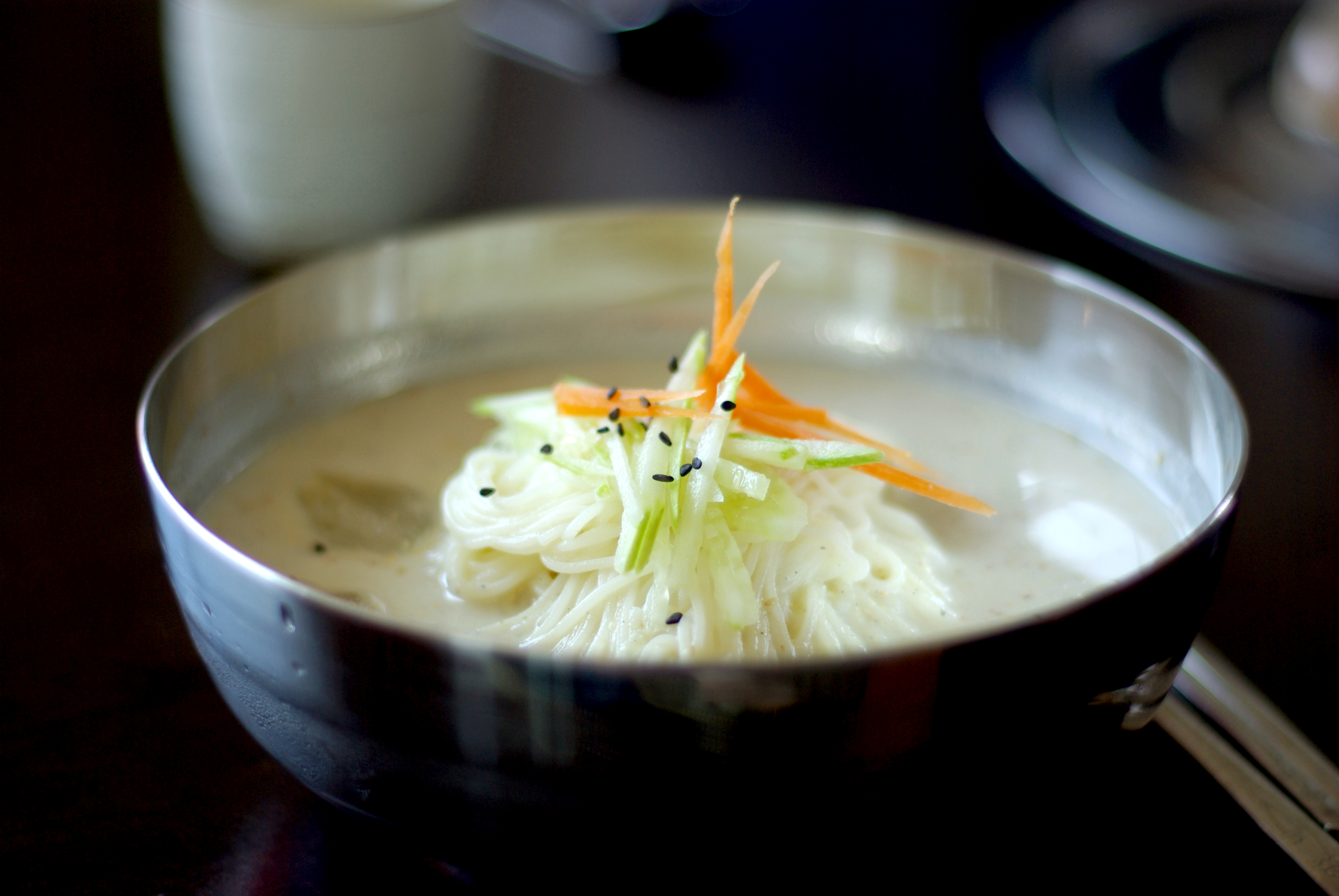
콩국수

콩국수는 콩국에 말아서 만든 국수로, 주로 여름에 얼음을 띄워서 먹는다.

## 만드는 법
콩국은 물에 불린 콩을 삶은 후 껍질을 제거한 후 갈아서, 베에 걸러 준비한다. 베보자기에 걸러 남은 콩찌꺼기는 비지로 찌개를 만들어 먹기도 한다. 국수는 밀가루에 역시 콩국물을 섞어서 반죽하여 만든다. 주로 여름에 먹으며 국수에 달걀 반숙을 얹고, 토마토 조각이나 오이채를 얹어서 먹는다. 고소한 맛을 살리기 위해 일반적으로 소금이나 설탕(광주·전남 지방)을 뿌려 먹는다.

## 역사
한국에서 언제부터 콩국수를 먹었는지 알 수 없지만, 19세기 말에 발행된 시의전서에서 "깨국수"와 함께 언급된 것을 보아, 19세기 훨씬 이전부터 먹어온 음식이라 추정된다. 믹서가 나오기 전에는 맷돌에 콩을 갈아서, 국물을 준비하였다.
공장에서 만든 인공 얼음이 널리 판매되었으며, 분식장려운동으로 밀국수가 싼값에 공급되던 1970년대 초반에 콩국수가 유행했다.

## 같이 보기
- 우뭇국